# Escolas Públicas de Lynn

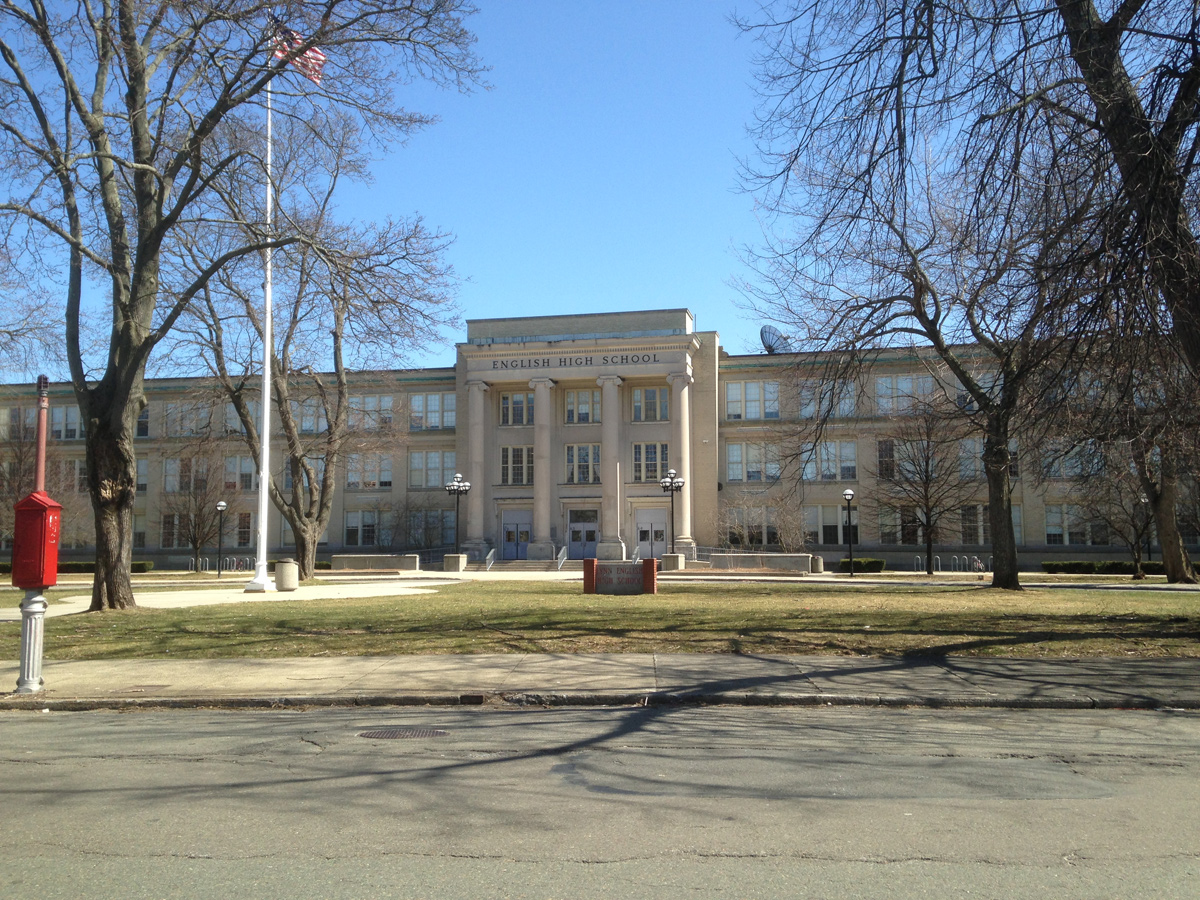
Lynn English High School (EM)

As Escolas Públicas de Lynn (Lynn Public Schools) é um distrito escolar de Massachusetts. Tem sua sede em Lynn. O distrito é o quinto distrito escolar maior de Massachusetts.
Em 2003 o distrito estabeleceu uma associação com o Gordon College (EM), uma instituição de educação terciária em Wenham. Em 2014 o distrito cancelou a associação.
A partir de 2014, o número dos estudantes guatemaltecos que são imigrantes irregulares, especialmente do Departamento de San Marcos, aumentou.